# ドリトル先生航海記 (アニメ)
『ドリトル先生航海記』（ドリトルせんせいこうかいき、原題：Doctor Dolittle）は、1970年にアメリカ合衆国で製作・放送され、1972年に日本でも放送されたテレビ・アニメーション番組である。ヒュー・ロフティング著『ドリトル先生航海記』が大きく改変され、敵対組織として国際海賊団が登場する海洋冒険ギャグ・アニメに生まれ変わっている。日本語版は先生の吹き替えを担当した立川清登によってオープニングテーマが歌われ、いくつもの挿入歌が盛り込まれたミュージカル・アニメの様相をも呈している。

## 概要
アメリカのテレビ・アニメーション・シリーズ。DePatie–Freleng Enterprises（DFE）によって制作され、1970年9月から三大ネットワークの一つであるNBCによって放送された。原作とは全く異なった作品で、現代を舞台に、ドリトル先生、トミー少年（トーマス・スタビンズ）、ポリネシアらが帆船・ヒラメ号で世界各国を巡って動物達に力を貸す物語である。世界征服をたくらむ海賊スカービーとその一味が、動物の言葉を話す秘密を奪おうと先生一行を追いかけて、毎回大失態を演じるというコミカルタッチの内容である。

## 内容
ジョン・ドリトル先生は、世界で唯一人、動物語を駆使して様々な動物と話して病を治す獣医である。トミー少年は、そんな先生に憧れて、現在は先生に師事し助手として日々勉強と船旅の毎日。動物語の先生は、先生の師匠でもあるオウムのポリネシア。ところが先生は、国際的な海賊団の一味であるスカービー海賊団に動物語の技能を狙われていたのだ。トミー少年の毎日は、動物語の勉強と先生の助手としての仕事に加えて、スカービー海賊団のバラクーダ号との戦いになってしまった。

## 登場人物

### ヒラメ号クルー
ジョン・ドリトル先生日本語吹替/立川清登
その医療技術と動物と意志疎通を可能とする動物語の技量は世界に無二の存在。ほぼ全ての諸外国語に精通するだけでなく、唄とフルートという趣味かつ特技をも持つ。本人は、「博学者」を自称している。自身の所有する帆船・ヒラメ号で世界各国を巡り、困っている動物達に力を貸す。
トミー少年（トーマス・スタビンズ）日本語吹替/田中雪弥
先生の助手及びヒラメ号船内の動物園の副園長。動物とのお話がある程度できる。先生が出向く前や用事で不在の時などは代理を務められるくらいの腕前になっているので、先生は一緒に船に乗せている。時々先生の奇行に悩まされることもあるが、海賊との戦いの時は勇敢に活躍し、先生の危機を救うことが多い。本作では一貫して愛称の「トミー」で呼ばれるが、手紙の差出人になる時と日記（ログ）を付ける時はフルネームの「トーマス・スタビンズ」となる。
ポリネシア
先生とトミー少年の動物語の先生のオウムの雌。口は悪いが心は優しい、ヒラメ号の知恵袋である。
プッシュプル
双頭のラクダでそれぞれの頭に自由意志があり、お互いの仲は悪くいつも口喧嘩をしている。双頭である事を活かしヒラメ号マスト上部の物見台に常駐し、遠方監視の役を担う。

### スカービーと国際海賊団
潜水艦・バラクーダ号を根城とするスカービー海賊団の団員は、船長スカービーを除くと4名の団員が存在する。スカービー達は国際的な海賊の連合組織である国際海賊団の団員でもある。国際海賊団には団旗が存在し、国際連合のそれをもじった物となっている（髑髏の代わりに地球儀があり、その下に交わった骨があるもの）。また、国際海賊団宣誓が存在し、スカービー達は一日一回作戦前には必ずそれを斉唱する。
なお本編において、スカービー海賊団以外の国際海賊団に加盟している他の海賊団は登場していない。

### バラクーダ号のクルー
スカービー
国際海賊団の加盟海賊団・スカービー海賊団の船長。切れ長の目と意地悪そうな口元が特徴。外見特徴が中性的でおねえ言葉を用いる。通常はバラクーダ号の潜望鏡の下を常駐位置とし、常に自らヒラメ号を監視している。部下の失態に毎回手を焼かされるが自分もへまをやらかし、いつもドリトル先生達には逃げられる。
サイクロップス
肥満体の巨漢。右目が遠視で左目が近視なのだが、いつも眼帯を近視の左目に着けている。文字を読む時などは右目の眼帯を上に開ける。巨漢らしく動きは愚鈍。
ヨーガス
悪賢そうな目つきと外見の海賊団の知恵袋。日本語版では薩摩弁を話しており、日本語名もこれに由来している。

## 場面転換
本作の場面転換は各々の旗に描かれているシンボルマーク型のワイプウインドウが画面中央からドリーインその後ドリーアウトして切り替わる。ワイプウインドウの形及びBGM（同じメロディーラインで違う曲相）によって、その後の展開が先生達中心か海賊団中心かがわかるようになっている（ヒラメ号の旗印とフルート演奏のBGMは先生達中心、バラクーダ号の旗印とエレキギター演奏のBGMは海賊団中心）。

## 日本での放送
日本では1972年1月30日から同年6月4日まで、NHK総合テレビジョンの『少年映画劇場』の第1部で放送された。
| NHK総合テレビジョン 少年映画劇場         | NHK総合テレビジョン 少年映画劇場                          | NHK総合テレビジョン 少年映画劇場           |
| 前番組                                   | 番組名                                                    | 次番組                                     |
| ---------------------------------------- | --------------------------------------------------------- | ------------------------------------------ |
| 逃げろや逃げろ大レース ＋ ぼくらのナニー | ドリトル先生航海記 ＋ ぼくらのナニー ↓ エンデバー号の探検 | くまくんトリオ大脱走 ＋ エンデバー号の探検 |

### 主題歌・挿入歌
オープニングテーマの主題歌は、ドリトル先生の歌とスカービーの台詞の掛け合いになっている。エンディングテーマはオープニングテーマのインストゥルメンタルである。
挿入歌も立川清登が披露しているものが多い。キリギリスのバンドの歌声は、当時NHK総合テレビジョンで放送されていた音楽番組『ステージ101』の出演グループであるヤング101が吹き替えた。